# Паоло Ла Роза
Паоло Ла Роза (італ. Paolo La Rosa, нар. 25 січня 1947, Болонья) - італійський адмірал, начальник генерального штабу ВМС Італії протягом 2006-2010 років.

## Біографія
Паоло Ла Роза народився 25 січня 1947 року у Болоньї. Після закінчення військово-морського коледжу «Франческо Морозіні» у 1965 році вступив до Військово-морської академії в Ліворно, яку закінчив у 1969 році у званні гардемарина, пройшовши курс навчання для офіцерів генерального штабу.
Протягом 1969-1974 років ніс службу на різних кораблях, зокрема на есмінцях «Інтрепідо» та «Ардіто». Пройшов навчання у Командній школі (італ. Scuola Comando), після чого командував тральщиками «Отранто» і «Ольмо». Протягом 1977-1979 років ніс службу на борту есмінця КРО «Аудаче».
Пройшовши навчання в Інституті морської війни (італ. Istituto di Guerra Marittima) та отримавши звання капітана III рангу, викладав у Військово-морській академії. Протягом 1981-1984 років був ад'ютантом начальника генерального штабу флоту. Отримавши звання капітана II рангу, ніс службу в департаменті планування на фінансування генерального штабу. Протягом 1986-1987 років командував фрегатом «Лібеччо». Протягом 1987-1988 років знову ніс службу у генеральному штабі флоту. Протягом 1988-1991 років був військово-морським аташе у посольстві Італії у Франції.
У 1989 році отримав звання капітана I рангу і протягом 199+1-1992 років командував авіаносцем «Джузеппе Гарібальді». Протягом 1992-1996 років був помічником начальника генерального штабу ВМС Італії.
Отримавши звання контрадмірала, з 1996 по 1999 рік керував Військово-морською академією. Отримавши звання дивізійного адмірала, був заступником керівника секретаріату міністерства оборони Італії. Після отримання звання ескадреного адмірала, з лютого 2004 року був секретарем міністерства оборони, і згодом начальником відділу морської політики міністерства.
З 20 січня 2006 року по 23 лютого 2010 року був начальником генерального штабу ВМС Італії. З лютого 2010 року - член Державної ради (італ. Consiglio di Stato).

## Нагороди

### Італійські
- Кавалер Великого хреста Ордена «За заслуги перед Італійською Республікою»
- Маврикіанська медаль заслуг за 10 п'ятиліть бездоганної військової кар'єри
- Золота медаль за довголітнє командування військово-морськими силами
- Бронзова медаль за довголітнє судноводіння (10 років)
- Золотий хрест за вислугу років (40 років)
- Пам'ятна медаль за миротворчу операцію НАТО у Косово

### Іноземні
- Кавалер Великого хреста з білим декором Хреста морських заслуг (Іспанія)
- Великий офіцер Ордена Заслуг pro Merito Melitensi (Мальта)
- Командор Ордена «За заслуги» (Франція)
- Командор Костянтинівського ордена Святого Георгія
- Кавалер Великого хреста Ордена Мая (Аргентина)
- Великий офіцер з військовими відзнаками ордена «Virtutea Militară» (Румунія)
- Медаль «За заслуги» збройних сил Туреччини (Туреччина)
- Великий офіцер Ордена Морських заслуг (Бразилія)